# قناة فورث وكلايد

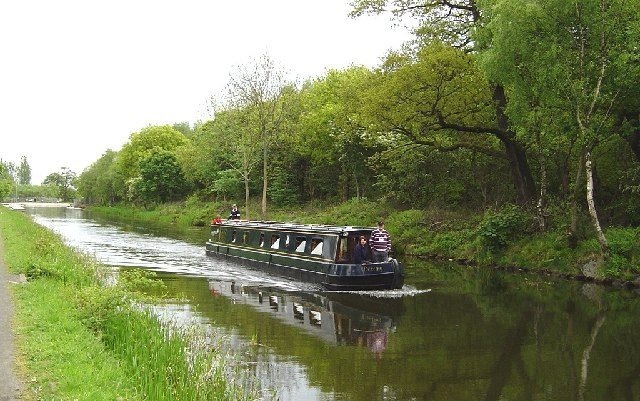
قناة فورث وكلايد ، بالقرب من بونيبريدج ولاربرت

قناة فورث وكلايد هي قناة في وسط اسكتلندا؛ تم افتتاحها في عام 1790، قدمت طريقا للسفن البحرية بين خور فورث وخور كلايد في أضيق جزء من الأراضي المنخفضة الاسكتلندية، سمحت بالملاحة من إدنبرة على الساحل الشرقي إلى ميناء غلاسكو على الساحل الغربي، طول القناة يبلغ 35 ميل (56 كـم) يمتد من نهر كارون في غرانجماوث إلى نهر كلايد في بولينج، وكان له حوض مهم في بورت دونداس في غلاسكو.

## أنظر أيضًا
- خور كلايد
- خور فورث